# Spinoza-Preis

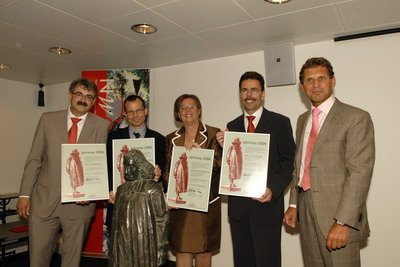
Gewinner des Spinoza-Preises 2006, von links: Jan Zaanen, Ben Scheres, Jozien Bensing, Carl Figdor, ganz rechts der Direktor des NWO Peter Nijkamp

Der Spinoza-Preis (Spinozapremie), nach Baruch de Spinoza benannt, ist die höchste wissenschaftliche Auszeichnung der Niederlande. Er wird von der staatlichen niederländischen Forschungsgesellschaft NWO verliehen. Jährlich wurden bis zu vier Personen ausgezeichnet (seit 2023  zwei Personen), die jeweils 2,5 Millionen Euro (Stand 2018) für Forschungsvorhaben erhalten.

## Preisträger
- 1995: Frank Grosveld (molekulare Zellbiologie), Edward P. J. van den Heuvel (Astronomie), Gerardus ’t Hooft (Physik), Frits van Oostrom (niederländische Literatur)
- 1996: Johan van Benthem (Mathematik), Peter Nijkamp (Ökonomie), George A. Sawatzky (Physik)
- 1997: Frederik Kortlandt (Linguistik), Herbert Michael Pinedo (Bob Pinedo, medizinische Onkologie), Rutger van Santen (anorganische Chemie, Katalyse)
- 1998: Jan Hoeijmakers (Molekulargenetik), Hendrik Lenstra (Mathematik), Pieter Muysken (Linguistik)
- 1999: Carlo Beenakker (Physik), René de Borst (Mechanik), Anne Cutler (Psychologie), Ronald Plasterk (Molekularbiologie)
- 2000: Ewine van Dishoeck (molekulare Astrophysik), Daan Frenkel (makromolekulare Simulation), Dirkje Postma (Medizin)
- 2001: Dorret Boomsma (biologische Psychologie), Bert Meijer (organische Chemie), Hans Clevers (klinische Immunologie), Hans Oerlemans (Meteorologie)
- 2002: Henk Barendregt (Mathematik, Informatik), Els Goulmy (Immunologie), Ad Lagendijk (Physik), Frits Rosendaal (klinische Epidemiologie)
- 2003: Lans Bovenberg (Ökonomie), Cees Dekker (molekulare Biophysik), Robbert Dijkgraaf (mathematische Physik), Jan Luiten van Zanden (Wirtschafts- und Sozialgeschichte)
- 2004: Ben Feringa (Chemie), Rien van IJzendoorn (Pädagogik), Michiel van der Klis (Astronomie), Jaap Sinninghe Damsté (marine Bio-Geochemie)
- 2005: René Bernards (Molekularbiologie), Peter Hagoort (kognitive Neurowissenschaften), Detlef Lohse (Physik), Alexander Schrijver (Mathematik)
- 2006: Jozien Bensing (klinische Psychologie), Carl Figdor (Immunologie), Ben Scheres (Molekulargenetik), Jan Zaanen (Physik)
- 2007: Deirdre Curtin (Internationales und Europa-Recht), Marcel Dicke (Insekten-Ökologie), Leo Kouwenhoven (Physik), Wil Roebroeks (Archäologie)
- 2008: Marjo van der Knaap (pädiatrische Neurologin), Joep Leerssen (Literaturwissenschaft), Theo Rasing (Physik), Willem de Vos (Mikrobiologie)
- 2009: Albert van den Berg (Physik), Michel Ferrari (Neurologie), Marten Scheffer (Ökologie)
- 2010: Naomi Ellemers (Sozialpsychologie), Marijn Franx (Astronomie), Piet Gros (Biomolekulare Kristallographie), Ineke Sluiter (Griechische Sprache und Literatur)
- 2011: Heino Falcke (Radioastronomie und Astroteilchenphysik), Patti Valkenburg (Medienwissenschaften), Erik Verlinde (Theoretische Physik)
- 2012: Mike Jetten (Mikrobiologie), Ieke Moerdijk, (Algebra und Topologie), Annemarie Mol (Kulturanthropologie), Xander Tielens (Astrophysik und Astrochemie)
- 2013: Mikhail Katsnelson (Theoretische Physik), Piek Vossen (Computer-Lexikologie), Bert Weckhuysen (anorganische Chemie)
- 2014: Dirk Bouwmeester (Physik), Corinne Hofman (Archäologie der Karibik), Mark van Loosdrecht (Umwelttechnologie), Theunis Piersma (Ökologie der Vogelwanderung)
- 2015: René Janssen (Materialwissenschaften), Birgit Meyer (Religionswissenschaft), Aad van der Vaart (Mathematik), Cisca Wijmenga (Humangenetik)
- 2016: Wilhelm Huck (physiko-organische Chemie), Lodi Nauta (Philosophiegeschichte), Mihai Netea (experimentelle Innere Medizin), Bart van Wees (technische Naturkunde)
- 2017: Eveline Crone (kognitive Entwicklungspsychologie), Albert J. R. Heck (Biochemie), Michel Orrit (Biophysiker), Alexander van Oudenaarden (Systembiologie)
- 2018: Anna Akhmanova (Zellbiologie), Marileen Dogterom (Bionanowissenschaften), Carsten de Dreu (Sozialpsychologie), John van der Oost (Mikrobiologie)
- 2019: Bas van Bavel (Wirtschaft), Ronald Hanson (Quantenphysik), Amina Helmi (Astronomie), Yvette van Kooyk (Zellbiologie)
- 2020: Nynke Dekker (Biophysik), Jan van Hest (Biochemie), Pauline Kleingeld (Ethik und Ethikgeschichte), Sjaak Neefjes (Immunologie)
- 2021: José van Dijck (Medienwissenschaft), Marc Koper (Elektrochemie), Lieven Vandersypen (Quantencomputer) und Maria Yazdanbakhsh (Immunologie, Parasitologie)
- 2022: Thea Hilhorst (Sozialwissenschaften), Klaas Landsman (mathematische Physik), Corné Pieterse (Phytopathologie), Ignas Snellen (Astrophysik)
- 2023: Joyeeta Gupta (Umwelt und Entwicklung), Toby Kiers (Bodenleben)
- 2024: Bernet Elzinga (Pathopsychologie); Detlef van Vuuren (Klimawissenschaft)
- 2025: Thijn Brummelkamp (Onkologie); Judith Pollmann (Geschichte)